# Улица Максима Горького (Томск)
У́лица Макси́ма Го́рького — улица в Томске, от Татарской улицы до Московского тракта.

## История
Первое название — Королёвская — дано (1867) по фамилии одного из богатейших жителей Томска — Евграфа Королёва, имевшего здесь свой постоялый двор. В целом улица имела торгово-ремесленный характер.

### Новая история
Современное название в честь русского советского писателя Максима Горького получила 25 июня 1929 года. Горький был знаком с томскими писателями и состоял с ними в переписке, по его предложению в Томске редакторским коллективом — Г. А. Вяткин, В. Я. Шишков, В. И. Анучин, И. Г. Гольдберг и др. — готовился к изданию «Сибирский сборник» (1912, в серии книг «Знание» 1900—1913 годы), выпустить в свет сборник не удалось.

## Достопримечательности

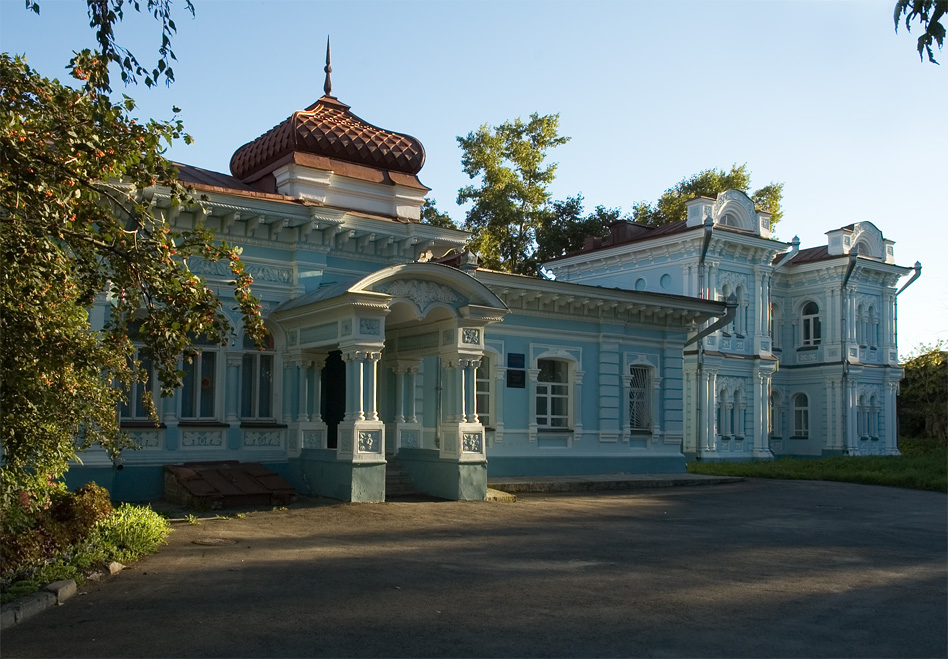
Дворец Карим-бая в Томске

Дом 35 — дом купца Карима Хамитова (дворец Карим-бая)  № 7010010000
С установлением советской власти в Томске дом Хамитова был национализирован, в нём был открыт детский дом. После признания дома Хамитова памятником архитектуры его занял Татарский центр культуры.